# Ústí nad Orlicí-i járás

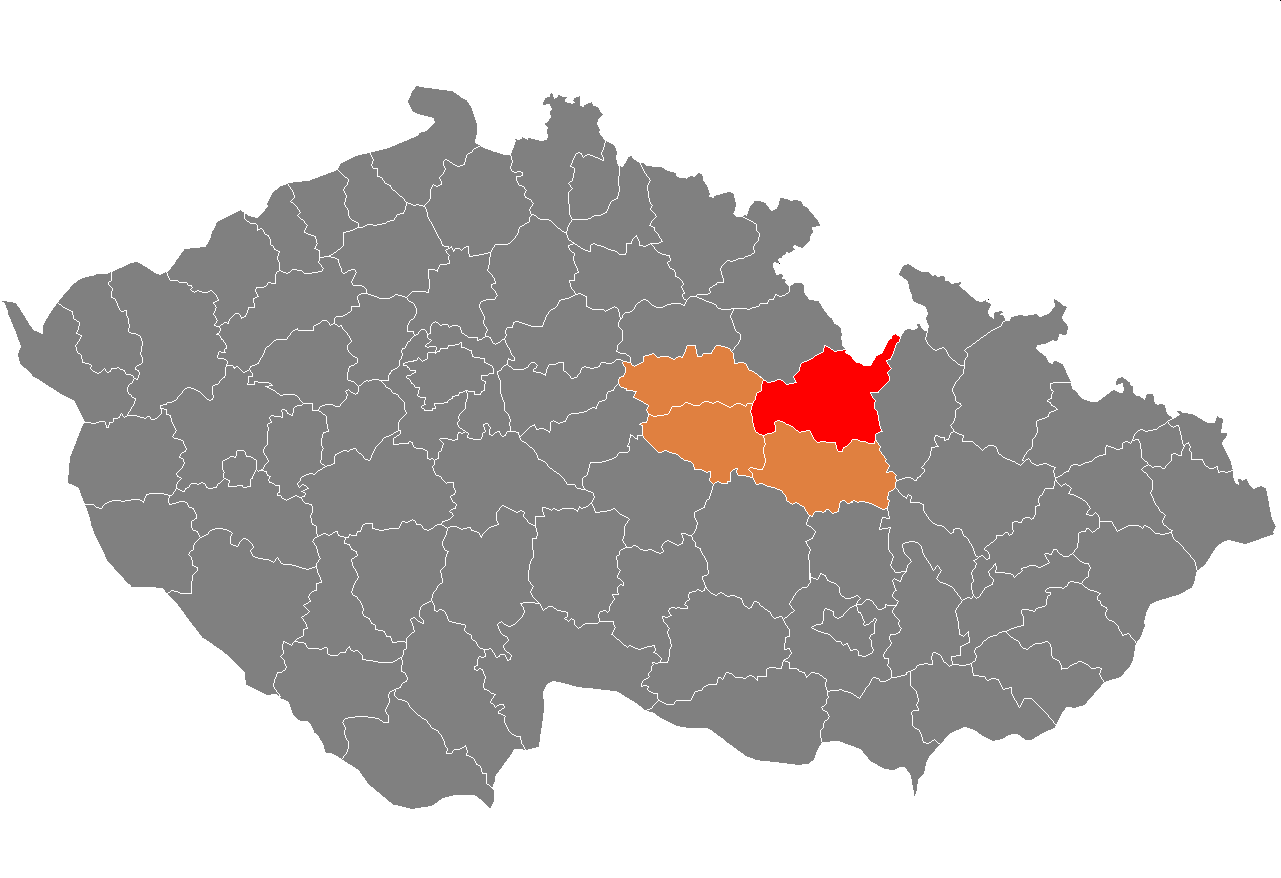
A Ústí nad Orlicí-i járás

Az Ústí nad Orlicí-i járás (csehül: Okres Ústí nad Orlicí) közigazgatási egység Csehország Pardubicei kerületében. Székhelye Ústí nad Orlicí. Lakosainak száma 140 503 fő (2009). Területe 1258,31 km².

## Városai, mezővárosai és községei
A városok félkövér, a mezővárosok dőlt, a községek álló betűkkel szerepelnek a felsorolásban.
Albrechtice •
Anenská Studánka •
Běstovice •
Bošín •
Brandýs nad Orlicí •
Bučina •
Bystřec •
Čenkovice •
Červená Voda •
Česká Rybná •
Česká Třebová •
České Heřmanice •
České Libchavy •
České Petrovice •
Choceň •
Cotkytle •
Damníkov •
Dlouhá Třebová •
Dlouhoňovice •
Dobříkov •
Dolní Čermná •
Dolní Dobrouč •
Dolní Morava •
Džbánov •
Hejnice •
Helvíkovice •
Hnátnice •
Horní Čermná •
Horní Heřmanice •
Horní Třešňovec •
Hrádek •
Hrušová •
Jablonné nad Orlicí •
Jamné nad Orlicí •
Javorník •
Jehnědí •
Kameničná •
Klášterec nad Orlicí •
Koldín •
Kosořín •
Králíky •
Krasíkov •
Kunvald •
Lanškroun •
Leština •
Letohrad •
Libchavy •
Libecina •
Lichkov •
Líšnice •
Lubník •
Lukavice •
Luková •
Mistrovice •
Mladkov •
Mostek •
Nasavrky •
Nekoř •
Nové Hrady •
Orlické Podhůří •
Orličky •
Ostrov •
Oucmanice •
Pastviny •
Petrovice •
Písečná •
Plchovice •
Podlesí •
Přívrat •
Pustina •
Radhošť •
Řepníky •
Řetová •
Řetůvka •
Rudoltice •
Rybník •
Sázava •
Seč •
Šedivec •
Semanín •
Skořenice •
Slatina •
Sobkovice •
Sopotnice •
Sruby •
Stradouň •
Strážná •
Studené •
Sudislav nad Orlicí •
Sudslava •
Svatý Jiří •
Tatenice •
Těchonín •
Tisová •
Třebovice •
Trpík •
Týnišťko •
Újezd u Chocně •
Ústí nad Orlicí •
Velká Skrovnice •
Verměřovice •
Vinary •
Voděrady •
Vraclav •
Vračovice-Orlov •
Výprachtice •
Vysoké Mýto •
Záchlumí •
Zádolí •
Zálší •
Žamberk •
Žampach •
Zámrsk •
Zářecká Lhota •
Žichlínek

## Fordítás
- Ez a szócikk részben vagy egészben  az   Ústí nad Orlicí District című angol Wikipédia-szócikk ezen változatának fordításán alapul.  Az eredeti cikk szerkesztőit annak laptörténete sorolja fel. Ez a jelzés csupán a megfogalmazás eredetét és a szerzői jogokat jelzi, nem szolgál a cikkben szereplő információk forrásmegjelöléseként.
- Ez a szócikk részben vagy egészben  az   Okres Ústí nad Orlicí című cseh Wikipédia-szócikk ezen változatának fordításán alapul.  Az eredeti cikk szerkesztőit annak laptörténete sorolja fel. Ez a jelzés csupán a megfogalmazás eredetét és a szerzői jogokat jelzi, nem szolgál a cikkben szereplő információk forrásmegjelöléseként.